# Cornell Lab of Ornithology
Cornell Lab of Ornithology är en medlemsstödd enhet vid Cornell University i Ithaca, New York, som studerar fåglar. Det är inrymt i Imogene Powers Johnson Center for Birds and Biodiversity i Sapsucker Woods Sanctuary.
Ungefär 250 forskare, professorer, personal och studenter arbetar i en mängd olika program som ägnas åt labbets uppdrag: att tolka och bevara jordens biologiska mångfald genom forskning, utbildning och vetenskap fokuserad på fåglar.. Arbetet på labbet stöds i första hand av dess 75 000 medlemmar. Cornell Lab of Ornithology grundades av Arthur A. Allen som verkade för att skapa landets första doktorandprogram i ornitologi, etablerat vid Cornell University 1915.
Ursprungligen var labbet inrymt i universitetets entomologi- och limnologiavdelning. Affärsman Lyman Stuart, donator och markägare köpte och donerade jordbruksmark 1954, som avsattes till ett naturskyddsområde. Stuart hjälpte till att finansiera byggandet av den första labbet 1957.  Arthur Allen, tillsammans med kollegorna Louis Agassiz Fuertes, James Gutsell och Francis Harper, döpte området till Sapsucker Woods efter att ha upptäckt den första häckande Savspetten som någonsin rapporterats i Cayuga Lake Basin. Denna hackspett är nu vanlig i området, och är en del av Cornell Labs logotyp.
Cornell University Museum of Vertebrates är också inrymt i Johnson Center och rymmer 1 230 000 exemplar av fiskar,  44 300 amfibier och reptiler,  45 000 fåglar,  3 200 ägg och  15 000 däggdjur, några nu utrotade. Studenter och forskare använder samlingarna i sina studier. Redan från starten har Cornell Lab haft ett särskilt intresse för fågel och djurläten. Grundaren Arthur Allen och hans elever var pionjärer på området och spelade in de första fågelsångerna på ett filmljudspår. Biblioteket har sedan dess utökats och är nu världens främsta vetenskapliga arkiv för naturhistoriskt ljud, video och fotografier. 
Biblioteket har över 14 miljoner ljud, video och fotografier, arkivet utökas kontinuerligt.